# Omar Quiroga
Omar Quiroga (n. 7 de noviembre de 1964 en Buenos Aires, Argentina), es un humorista, guionista, productor, director de televisión y de cine.

## Biografía
Omar Quiroga comenzó su carrera en 1989, trabajando como humorista político en radio, junto a Pedro Saborido. Durante 4 años, en Radio Mitre y FM100 su trabajo fue aclamado por la audiencia y recibieron numerosos premios (Martín Fierro, Broadcasting, Argentores).
En 1991, ingresó a la televisión trabajando como guionista para Tato Bores, un clásico del humor político, colaborando en los ciclos Tato, la leyenda continúa (1991, Artear), Tato de América (1992, Artear) y Good Show (1993, Telefé), ciclos premiado en el país y en el exterior (Martín Fierro, Ondas).
En 1995 fue convocado por Leonardo Favio, y se sumó como guionista a la producción del film Perón, Sinfonía del Sentimiento. Al año siguiente se dedicó a proyectos interactivos: el lanzamiento de la web del Grupo Clarín Ciudad Digital, y la creación de trabajos interactivos: Che, viaje a la revolución, Historia del Movimiento Peronista y Astor Piazolla: Prepárense. Durante este período, y hasta 1997, trabajó como profesor de guion en Tea Imagen, escuela de producción televisiva. 
En 1997 viajó como guionista a través de Egipto, Turquía y Rusia acompañando al cocinero Gato Dumas.
Entre 1998 y 2000 desarrolló el personaje Locohead, un conductor animado para la señal regional The Locomotion Channel; escribió y dirigió Un Mundo Perfecto, documental basado en viajes a través de América Latina, y escribió Condor Crux – La Leyenda, film de animación 3D estrenado en 2000 y ganador del premio Cóndor de Plata; escribió y dirigió COMPLOT!,  serie documental – histórica sobre conspiraciones políticas en Latinoamérica.
En 2001 escribió y dirigió las series documentales Nazis en Latinoamérica, y Profesión: espía, y en 2001 comenzó a trabajar en su primer largometraje, Sueños Atómicos, que actualmente se encuentra en etapa de posproducción.
Entre 2003 y 2005 trabajó como cronista en la revista Poder.

## Trabajos
- Patoruzito (reescritura, animación, Patagonik film group) – 2004 / Premio Cóndor
- Palermo - Hollywood, (script doctoring, ficción, TJM producciones) – 2004
- Buenos Aires, días y noches de Tango (serie musical – documental - DVD) – 2005 / Latin Grammy
- El secreto de Eva (ficción) / TJM producciones - 2006
- El Muerto Falta a la Cita (ficción - remake) - 2006
- Carrillo, el Médico del Pueblo – documental – 2006
- Noche de Tango (documental – History Channel LA) 2007
- Las batallas de San Martín – (serie documental, Diario Clarín) – 2007
- Borges y Nosotros – (serie documental, Caras y Caretas) – 2007
- Poema de Salvación – (ficción, CanZion Films) – 2008
- Santiso, el salvador – (ficción, TJM producciones) – 2008
- A Coleção Invisível (script doctoring, ficción, Bernard Attal, 2008)
- El Espejo Retrovisor – (serie histórico – documental) Canal 7 - 2009
- Crónicas de Mayo – (guion y dirección – Radioteatro para Radio Nacional) - 2010
- Historia del Trabajo – (guion y direc. CyC – CGT – INCAA – Min. de Trabajo) 2010/11
- Memorias de una Muchacha Peronista (guion, producción, dirección - SATVD) – 2011
- Prensa & Política (dirección, CEPIA) – 2012
- Historia de la Previsión Social (ACUA MAYOR) 2012

## Filmografía
Guionista
- Cóndor Crux (1999)
- Sueños atómicos (2003)
- Ramón Carrillo, el médico del pueblo (2006)
- Expediente Santiso (2015)
- El camino de Santiago (2018)
- Latinoamérica, territorio en disputa (2019)
- LA Originals (2020)